# Muzyka stochastyczna
Muzyka stochastyczna – utwory muzyczne stworzone przy pomocy procesu stochastycznego. Muzyka taka charakteryzuje się losowością, ale wywołaną przez ścisłe matematyczne procesy.
Procesy stochastyczne mogą być użyte w muzyce do stworzenia utworu deterministycznego, lecz mogą też być stworzone podczas wykonania. Pionierem i wynalazcą muzyki stochastycznej jest Iannis Xenakis, który używał w swej muzyce teorii prawdopodobieństwa, teorii gier, teorii zbiorów i algebry Boole’a, a także rozmaitych algorytmów komputerowych. Przed nim, John Cage i inni tworzyli muzykę aleatoryczną czy też indeterminalną, tworzoną z wykorzystaniem elementu losowości i prawdopodobieństwa, ale nie posiadającą ścisłych matematycznych podstaw.